# Type 96 (tanque)
O Type 96 é um tanque de guerra desenvolvido a partir do Type-85-II, o Type-96 é o último desenvolvimento da família do Type-80.

## Descrição
Ele é uma evolução direta dos modelos conhecidos Type 85-III, e do Type-90, versões que não foram aprovados para produção em série pelas autoridades militares chinesas.
Uma versão do Type-90 foi transformada no Khalid paquistanês e a continuação dos estudos sobre o Type-90 acabou por resultar no Type-85-III, rebaptizado Type-96 na versão de produção.
O Type-96 é presentemente o tanque «moderno» mais importante do exército chinês, pois embora a China já tenha operacional o Type-99, ele é considerado demasiado caro e complexo para ser utilizado em grande número na China.
Não é no entanto impossível, que quando a china copiar oc componentes estrangeiros que se encontram no tanque Type-99, nomeadamente o motor MTU de origem alemã, os tanques Type-96 possam ser modificados para um padrão que os levará muito próximo do actual Type-99.
O número de tanques Type-96, poderá atingir de 5.000 a 6.000 unidades.

## Utilizadores
- China
- Quantidade: 1500

Situação: Em serviço

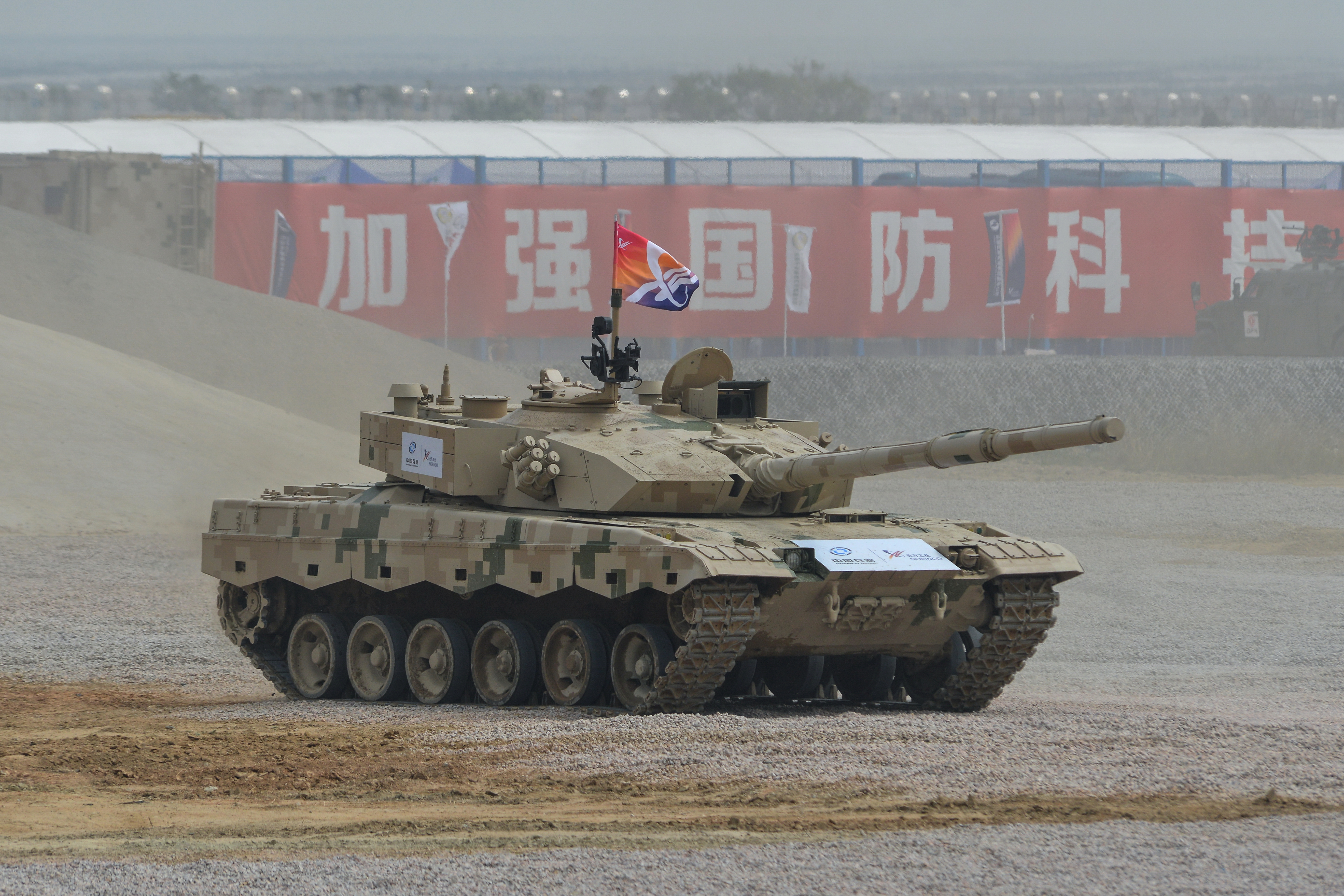
Tanque VT-2.

No inicio do século XXI, o Type-96, é o mais numeroso carro de combate moderno ao serviço no exército chinês.
Espera-se que este seja o tanque que deverá substituir os veículos dos tipos 59 e 69/79 ainda em serviço.
Uma versão deste tanque, alegadamente com um motor mais potente, de origem alemã e maior quantidade de blindagem, chamado Type-96G, é idêntico ao novo tanque Type-99.